# Arabidella
Arabidella là chi thực vật có hoa trong họ Cải.